# Phare du banc de Vada
Le phare du banc de Vada (en italien : Faro delle Secche di Vada) est un phare actif situé sur le banc de sable de Vada, au large de Rosignano Marittimo (province de Livourne), dans la région de Toscane en Italie. Il est géré par la Marina Militare.

## Histoire
Le premier phare a été construit en 1868 sur un banc à près de 8 km de Rossagno Maritimo et à 12 km du port de Castagneto Carducci. Il a été reconstruit en 1959 et restauré en 2008. Il est érigé sur une base en béton protégée par des rochers.
Il est entièrement automatisé et alimenté par des panneaux photovoltaïque.

## Description
Le phare  est une tour cylindrique en maçonnerie de 18 m de haut, avec galerie et lanterne. La tour est peinte en noir avec une bande centrale rouge et le dôme de la lanterne blanche est gris métallique. Il émet, à une hauteur focale de 18 m, deux éclats blanc toutes les 10 secondes. Sa portée est de 12 milles nautiques (environ 22 km).
Identifiant : ARLHS : ITA-164 ; EF-1975 - Amirauté : E1384 - NGA : 8980 .

## Caractéristiques dufeu maritime
Fréquence : 10 s (W-W)
- Lumière : 1 seconde
- Obscurité : 2 secondes
- Lumière : 1 seconde
- Obscurité : 6 secondes

### Lien connexe
- Liste des phares de l'Italie